# Chrastovice
Chrastovice jsou zaniklou samotou (poplužním dvorem) v okrese Benešov ve Středočeském kraji ležící 2 kilometry severovýchodním směrem od Čechtic a 1 kilometr severozápadně od Křivsoudova. Správně se lokalita řadí pod městys Čechtice. Procházejí tudy silnice III/11220 a III/11221 a protéká zde Luční potok, jenž se jižně od Chrastovic vlévá do Čechtického potoka.

## Historie
Kolem zdejšího dvora se pravděpodobně rozkládala stejnojmenná osada. Zmiňována je pod názvem Chrastowiczie v letech 1379, 1384 a 1403. Samotný dvůr před husitskými válkami vlastnila čechtická farnost. Ve vsi ani ve dvoře nikdy nesídlil vladyka. V obci se měl ve 14. století nacházet i pivovar. Zdejší obyvatelé se ale věnovali také sladovnictví. Vzhledem k absenci historických pramenů není jasný další osud obce. Zanikla zřejmě během husitských válek nebo po nich či dokonce v průběhu třicetileté války. K roku 1548 je samotný dvůr v Chrastowiczych řazen ke Krziwsoudovu (dnešní Křivsudov). Dokumenty sice uvádí, že chrastovický dvůr vlastnil roku 1550 svobodník Jan Zeman, ale ve skutečnosti se ovšem pravděpodobně jedná o jiný dvůr, jenž se v této obci nacházel.